# Armand de Saint-Félix
 (novembre 2012).
Armand Philippe Germain de Cajarc de Saint Félix, « marquis de Maurémont », dit le « marquis de Saint-Félix » (titre de courtoisie), né au château de Cajarc (dit « des corrompis ») en Albigeois, aux Cabannes (Tarn), le 20 septembre 1737, mort au même lieu le 10 août 1819, est un officier de marine et aristocrate français des XVIIIe et XIXe siècles. Il termine sa carrière au rang de vice-amiral.

## Biographie

### Origines et jeunesse
Fils d'Armand de Saint-Félix et de Marie Cottet, Germain est le quinzième enfant sur seize de cette nombreuse famille. Son aïeul s’était ruiné à la suite d'une opposition stérile au cardinal de Richelieu et son père ne parviendra jamais à recouvrer sa fortune, compromettant le peu qu'il lui restait dans le jeu. L’avenir de cet enfant était incertain.
À 12 ans, sa première éducation faite, il décide d'aller retrouver son frère aîné à Paris afin de tenter sa chance. Sa mère consent à le laisser partir et c’est avec 12 livres d'argent de poche qu’il prend la route. Son père, étonné du départ de son fils, dépêche des courriers et prévient la police afin qu'elle mette fin à cette fugue. En cours de route, le jeune garçon fait de bonnes rencontres, fait son entrée dans la capitale en compagnie de cavaliers et retrouve son frère aîné. L’aventure est connue et l’on en parla de lui dans les salons. Le retour à Cajarc n’était plus envisageable devant l’émotion soulevée par l’initiative audacieuse de cet enfant.
Mademoiselle de Charolais, fille du duc de Bourbon, le prend comme page et prend soin de son éducation et de son instruction. Quelques semaines plus tard, il est présenté au roi Louis XV, qui l'interroge : « Que ferons-nous de cet enfant ? » — « Je serai marin », répond le jeune homme, « s’il plaît à Dieu et à Votre Majesté ».

### Carrière dans la Marine royale
Le 11 décembre 1755, il entre à 18 ans, dans la Marine royale dans une compagnie de gardes-marine. Il fait ses classes sur la frégate garde côtes l'Hermione (22 canons).
- Campagne au Canada durant la guerre de sept ans (1758/1759)

En 1758 il s'embarque sur le Célèbre (64 canons) sous les ordres de Clément de Taffanel de la Jonquiere en compagnie de Jean-François de Galaup (de La Pérouse), jeune gardes-marine comme lui. Le Célèbre est incendié puis coulé, le 21 juillet 1758, par les anglais devant Louisbourg pendant la guerre de sept ans. Après avoir été fait prisonniers puis échangés en 1759, les jeunes officiers naviguent encore au Canada sur la frégate La Pomone (30 canons) commandée par le Chevalier Charles Henri Louis d'Arsac de Ternay, puis sur la frégate Le Zéphyr. Par après, leur chemin se sépare.
- Bataille des Cardinaux au large de la Bretagne (1759)

Armand de Saint-Félix, participe à l'affaire de Quiberon en 1759 sur la corvette (16 canons) Calypso, commandée par Paul Alexandre du Bois-Berthelot, et l’un des sept navires à avoir échappé aux anglais lors de cette bataille en se réfugiant dans l'estuaire de la Vilaine. Sa famille le croit mort et porte son deuil lorsqu'il vient la rejoindre, profitant d'un congé mérité.
Saint-Félix continue en 1761 son service sur la frégate L’Aigrette (34 canons) et en 1762 et 1763 sur le vaisseau Northumberland capturé aux anglais (70 canons). Il est nommé à 25 ans, enseigne de vaisseau en 1762.
- Campagnes en mer des Caraïbes (1763-1769)

Après la guerre de sept ans, en 1763 et 1764, il navigue encore sur la flûte La Normande à Cayenne et à Saint-Domingue.
Puis il embarque en 1766 sur la flûte La Balance commandé par le Baron d’Assas pour relever les vaisseaux coulés dans le port de La Martinique. Son bâtiment qui était âgé et avait beaucoup souffert dans le travail coule lui-même dans la traversée, et l'équipage est heureusement sauvé le 17 janvier 1768 par le navire l'Union. Il suit le Baron d'Assas sur l'aviso L’expérience et la flûte La Nourrice, avec lequel il fait une longue et difficile traversée en 1770 vers l’Ile Maurice (Ile de France) en passant par le Brésil.
- Océan Indien (1770-1777)

Promu lieutenant de vaisseau à 34 ans, le 24 mars 1772, il est chargé, cette même année, par François-Julien du Dresnay, dit le chevalier Desroches, gouverneur de l'île de France (île Maurice), du commandement de la petite corvette l’Heure du Berger (1 canon) et a la mission de vérifier l'existence d'une île dite San-Juan-de-Lisboa, que plusieurs navigateurs avaient prétendu avoir aperçue dans la mer des Indes, et d'en prendre possession avant les Anglais, Saint-Félix en démontra l’inexistence par de longues et minutieuses recherches.
Il transporte, en 1773 sur la corvette Le Desforges, Maurice Beniowski, aventurier hongrois accompagné de 400 à 500 hommes, chargé de fonder une colonie à Madagascar et passe avec lui quarante-cinq jours pour l'aider à commencer son établissement. Durant la traversée, Beniowski et ses hommes essaient de s’emparer de la corvette. Saint-Félix eut à la fois assez d’énergie et d’adresse pour mater la révolte sans se brouiller avec celui qui l’avait fomentée.
De retour à l'île de France en 1774, Saint-Félix prend le commandement de la flûte Le Coromandel et la corvette L'Atalante, fait plusieurs excursions vers Pondichéry afin de protéger les intérêts du commerce français et visiter les comptoirs indiens. Il se fait remarquer pour avoir répondu avec fermeté au Commandant d’un fort anglais à Bousbougia, à proximité de la ville actuelle de Calcutta. Celui-ci ne veut pas qu’un bateau français mouille devant le port et menace la flûte de ses batteries. Saint-Félix effectue une manœuvre hardie et répond à la force par la force. Il fait charger les canons et place son bâtiment pour faire feu. Devant sa fermeté, les anglais acceptent de laisser le passage libre aux bateaux français. Quelques mois plus tard, il somme le gouverneur anglais de Masuliputnam de restituer les taxes injustement perçues auprès des français, le prévenant qu'en cas de refus, il irait l'épée à la main et avec les vingt français qui constituent son escorte, enfoncer la porte de la douane, en biffer les registres et reprendre les sommes injustement perçues. Le gouverneur anglais finit par restituer les droits perçus et s'engage à renoncer à ces extorsions.
- Au large des côtes françaises (1777-1781) - guerre d'indépendance des Etats-Unis

Appelé pour la guerre, il rentre en France en 1777 sur la frégate Belle Poule (26 canons), puis s'embarque comme lieutenant sur Le Solitaire (64 canons) commandé par Bon Chrétien de Bricqueville et assiste en 1778 à la bataille d'Ouessant sur le Saint-Esprit (80 canons) commandé par Charles Henri Louis d'Arsac de Ternay. A 41 ans, Il est nommé lieutenant-colonel des armées navales le 11 août 1779. Fait prisonnier avec le vaisseau Le Protée (64 canons) commandé par Charles Louis du Chilleau de La Roche qui escortait un convoi le 24 février 1780 au large de Madère, et bientôt échangé, il fut chargé, en qualité de commandant de la frégate l'Astrée (32 canons), de croiser dans le golfe de Gascogne en 1781, puis d'inspecter avec la frégate Amazone (26 canons) les bâtiments de commerce mouillés dans les ports de la Manche et, de l'Océan, depuis Saint-Brieuc jusqu'à Bordeaux. Capitaine de vaisseau le 5 mars 1781, à 43 ans, il combat sous les ordres de Suffren dans plusieurs batailles navales et s'y couvrit de gloire.
- Campagne aux Indes (1782-1784) - guerre d'indépendance des Etats-Unis

Il reparaît en France un moment en 1782, reprend la mer à la fin de la même année il prend part , dans l’escadre de Suffren, aux combats de Provédien (1782) avec le Brillant (64 canons), de Trinquemalay (1782) où il dégage le vaisseau de Suffren lui-même avec l’Artésien (64 canons - 640 hommes), de Gondelour (1783) où il est blessé au combat avec le Fendant (74 canons).
- Au large des côtes françaises (1784-1790)

Il revient encore en France en 1784 avec le Flamand (50 canons) et, nommé, en 1786, commandant de la corvette la Flèche (18 cannons), il alla recevoir à Cherbourg le roi Louis XVI. Chef de division navale à 49 ans, le 15 janvier 1787, il mène une campagne remarquée contre les pirates en Méditerranée. Saint-Félix est, en août 1790, nommé commandant des forces navales au-delà du cap de Bonne-Espérance et sait faire respecter le pavillon français par les Anglais. Fin 1791, Saint-Félix est de retour en France où il commande, en rade de Brest, le vaisseau Tourville (74 canons).
- Ile de France (1790-1795)

Puis il repart vers la station navale des Indes orientales de l'île Bourbon Bourbon (île Maurice), sur la frégate la Cybèle (40 canons) avec comme second Denis Decrès, futur ministre de la marine de Napoléon Ier. Après une retraite de moins de six mois causée par le mauvais état de sa santé (crise bilieuse et scorbut), il est nommé capitaine de vaisseau de 1re classe et rentre au service avec le titre de vice-amiral à 55 ans, le 1er janvier 1793. Denis Decrès étant nommé Major de la Division, l'Amiral prend pour second sur la frégate la Cybèle un jeune malouin plein d'ardeur, Robert Surcouf.
La Révolution française ayant eu un contrecoup à l'Île de France, Saint-Félix ne peut tomber d'accord avec le parti avancé de l'île au sujet des opérations maritimes ; pour l'exécution desquelles il veut se conformer strictement aux ordres de la métropole. L'île décrète la déchéance du vice-amiral, qui est arrêté en mai 1794 et relâché en juillet 1795 seulement. Saint-Félix a participé à 18 campagnes, formant ensemble 26 ans de navigation au cours desquelles il a participé à de très nombreux combats et a été fait prisonnier deux fois. Dans les années suivantes, Saint-Félix éprouve de fortes pertes en argent ; après la prise de l'île par les anglais, il retourne en France en 1810 sur la flûte l'Espérance comme passager et il est une dernière fois capturé au large de l'île de Ré par les anglais. Libéré, il arrive enfin en France, où la pension de 4 000 francs qui lui avait été accordée en 1800 est élevée à 6 000 francs. En 1814, à 75 ans, il quitte de service après 31 campagnes, 16 commandements et onze combats. Il obtient le 3 mai 1816 la grand-croix de Saint-Louis et le titre de Marquis de Mauremont.

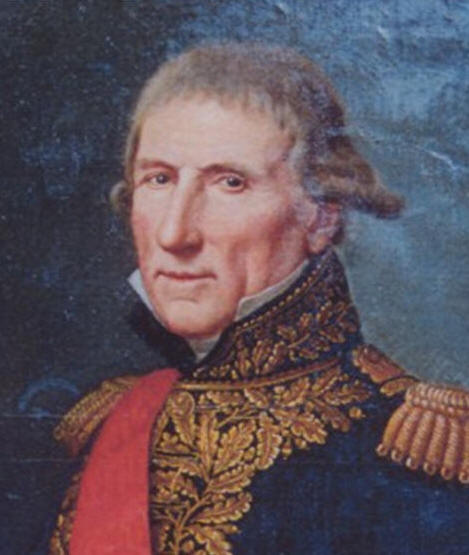
Portrait de Saint-Félix

## Mariage et descendance
Il épouse à Port-Louis en île de France le 13 novembre 1776, Marie-Anne Louise du Guermeur de Penhouët, qui n'avait que 12 ans, fille de Philippe François du Guermeur, chevalier de Penhouët, capitaine au long cours de la Compagnie des Indes orientales et de Marie Anne Claude du Sollier, d'une famille de planteurs bien fortunée. Ce mariage lui valut, étant âgé lui-même de 39 ans, de nombreuses et vives critiques. Si Saint-Félix n'en a pas moins bravé l'opinion publique, c'est qu'il voulait s'assurer que cette toute jeune héritière l'attendrait sans faillir, lui qui parcourait les mers et était sans fortune. De cette union naissent 4 enfants :
- Armand Joseph Marie de Saint-Félix, « marquis de Maurémont » (1784-1866), député de Haute-Garonne ;
- Philippe Joseph Gabriel Clément, reçu chevalier de Malte le 10 juin 1787 ;
- Augustine Sainte, qui épouse Charles de Chazal Chamarel, dont sont issus les comtes de Changy ;
- Pauline Esprit, qui épouse Jean Pierre de Madron, fils de Joseph de Madron et de Jeanne Pétronille de Duprat.

Veuf en 1793 ou en 1795 selon les sources, il se remarie au quartier des Pamplemousses, à l'Île de France, avec demoiselle Rose Blanche Sébastienne Saint-Remy Merville le 13 floréal an VIII (3 mai 1800).

### Sources et bibliographie
- Étienne Léon de La Mothe-Langon, Jean Théodore Laurent-Gousse, Biographie toulousaine, ou Dictionnaire historique des personnages (…), Paris, 1823, p. 365-368.
- P. Levot, A. Doneaud, Les gloires maritimes de la France. Notices biographiques sur les plus célèbres marins, Arthus Bertrand éditeur, Paris, 1866, p. 468-469 (lire en ligne)
- Mémoires du Comte de Villèle, Paris, 1889 (lire en ligne)
- Octave Depeyre, Eloge de Monsieur le Marquis de Saint-Félix Mauremont, Paris, 1868, https://gallica.bnf.fr/ark:/12148/bpt6k6354032h.texteImage